# Street Drum Corps
Street Drum Corps — американская панк-рок-группа, образованная в Лос-Анджелесе, штат Калифорния в 2004 году Бобби Альтом из S.T.U.N и Faculty X, Адамом Альтом из Circus Minor и Фрэнком Зуммо из TheStart. На сегодняшний день группа выпустила два альбома и участвовала в таких турах, как Van’s Warped Tour, Taste of Chaos, Into The Wild Tour (30 Seconds to Mars) и Projekt Revolution (Linkin Park). Выпуск третьего альбома ожидался осенью 2010 года.

## История

### Образование, дебютный альбом (2004—2006)
Бобби и Адам Альт играют на барабанах с 10 лет. Начиная со старших классов, братья играли в различных группах. После того, как Бобби и Адам основали Drum Experiment, используя, как говорил Бобби, «консервные банки, кастрюли, найденные инструменты и все, из чего мы могли создать звук», парни встретили Зуммо, недавно переехавшего в Лос-Анджелес и игравшего в группах по всему Восточному побережью в шоу Re:Percussion. Их цель в начале была скромной: «После того, как мы встретили Фрэнка, мы решили просто заснять нашу игру и посмотреть, что из этого выйдет», — вспоминает Адам.

Участие группы в Van’s Warped Tour было показано в документальном фильме «Wake Up Screaming» о туре. Группа записала свой дебютный альбом, продюсерами которого стали Limp Bizkit и DJ Lethal. В записи альбома принял участие Джон Савицкий из Stomp. В ноябре гитарист System of a Down Дарон Малакян, по слухам, должен был записать композицию совместно с SDC, но этого не произошло, и группа была добавлена в список выступающих на Taste of Chaos с 15 февраля 2006 года. Трек «Flaco 81» был включен в альбом «Best of the Taste of Chaos», выпущенный в январе 2006 года. Альбом «Street Drum Corps» был выпущен 21 февраля 2006 года на Warcon Enterprises. Они появились в Late Night with Conan O’Brien в марте 2006 года.

### We Are Machines (2007—2008)
В 2007 году группа участвовала в Van’s Warped Tour, где они играли на одной сцене с The Used. Street Drum Corps выпустили свой второй альбом «We Are Machines», который, как и первый альбом, был спродюсирован DJ Lethal. Альбом был выпущен 1 апреля 2008 года на Lethal Dose Records. SDC также выступали в туре Linkin Park Projekt Revolution, где также принимали участие Крис Корнелл, Ashes Divide и The Bravery. Они присоединились к Linkin Park для исполнения четырех песен: «One Step Closer», No More Sorrow, «Bleed It Out», and «What I've Done».

### Новый альбом, недавние события (2009-настоящее время)
После подписания контракта с Interscope Records группа приступила к записи следующего после «We Are Machines» альбома летом 2009 года. SDC планируют выпустить двойной альбом с первым диском, на котором записаны все-барабанящие и синкопированные ритмы, выпущенные группой и Джейми Райзом, и вторым, являющимся коллекцией рок-песен, записанным с продюсером Говардом Бенсоном, который сотрудничал с My Chemical Romance, Papa Roach и Vendetta Red. В записи альбома участвовали барабанщики Томми Ли из Mötley Crüe, Брендон Сэллер из Atreyu, Мэтт Сорум из Velvet Revolver, Брукс Вокермэн из Bad Religion, Эдриан Янг из No Doubt и Шеннон Лето из 30 Seconds To Mars, а также басист Мэтт Уоктер из Angels & Airwaves
В августе 2009 года Фрэнк Зуммо заменял Томми Ли на концерте Mötley Crüe.

В декабре группа появилась на The Tonight Show with Conan O’Brien и выступила с 30 Seconds To Mars.

В январе 2010 года группа была утверждена в качестве основной поддержки для 30 Seconds To Mars на их Into The Wild Tour, где они исполнили песни из своего нового альбома, такие как «Marry Me», «Terror Surrounding», «Come Alive», «Play on it», «I miss you», «Knock Me Out» и «Little Ones».

17 марта группа объявила, что они были добавлены в список выступающих на Bamboozle фестиваль, который проходит на 27 марта.

В мае было объявлено, что группа выступит на American Idol 19 мая с Тревисом Гарлендом, который будет исполнять песню с нового сингла «Believe».
6 Ноября 2012 года группа выпустила третий по счету альбом "Children of the Drum"

### Живые выступления
Группа использует такие инструменты, как барабаны, мусорные баки, ведра, оркестровое оборудование, и электроприборы, чтобы оказать эффект во время концертов. Они выступили с такими коллективами, как Stomp, No Doubt, Bad Religion, Good Charlotte, Linkin Park, Atreyu, 30 Seconds To Mars, Strung Out, Alexisonfire и Deftones. Берт МакКрэкен из The Used и Айрин Олдер из Sugarcult выступили с Street Drum Corps несколько раз и исполнили с ними песню «Flaco 81».

## Участники

### Основной состав
- Бобби Альт — вокал, барабаны
- Адам Альт — барабаны
- Фрэнк Зуммо — барабаны

### На концертах
- Скотт Зант — гитара
- Тайлер Уильям Джонсон Фортни — бас-гитара

## Дискография

### Альбомы
- Street Drum Corps (2006)
- We Are Machines (2008)
- Big Noise (2010)
- Children of the Drum (2012)

### Синглы
- 2005: «Happy Christmas (War Is Over)» (с участием Берта МакКрэкена)
- 2007: «Action!»
- 2010: «Knock Me Out»

### Не издававшиеся песни
- 2008: «Rise Above» — некоторое время было доступно на MySpace